# Епохальні польоти НАСА
Епохальні польоти НАСА (When We Left Earth: The NASA Missions або NASA's Greatest Missions: When We Left Earth) — документальний мінісеріал, створений у Великій Британії на каналі Discovery Channel HD. Складаються з шести епізодів документального відео американських пілотованих космічних програм, що охоплюють від перших польотів по програмі «Меркурій» і «Джемені» та до висадки людини на місяць (програма Аполлон), Шаттла, і будівництва Міжнародної космічної станції. Серіал був створений у співпраці з НАСА, до вшанування п'ятдесятої річниці агентства в 2008 році. Фільм трансювався з 8 по 22 червня 2008 року. Кожен випуск складався з двох одногодинних епізодів.
10 липня 2008 міні-серіал був випущений на DVD, а 12 серпня на Blu-Ray.
Третій епізод, «Посадка Орла», 20 липня 2009 знову показали в ефірі до 40-річчя висадки людини на місяць на кораблі Аполлон 11. Були показані кадри високої якості з місяця.

## Огляд
Міні-серіал включає інтерв'ю астронавтів з програм Mercury, Gemini, Apollo, і Space Shuttle у тому числі Джона Гленна і Ніла Армстронга, а також посадових осіб НАСА, в тому числі, директорів керування польотів Кріса Крафта, Джина Кранца, і Глінна Ланні, колишнього президента Джорджа Буша-старшого і журналіста Джейа Barbree.

## Музика
Музичний супровід був складений Річардом Блер-Оліфант в супроводі Бена Wallfisch. Музика та звукові ефекти були номіновані у 2009 році на  News and Documentary Emmy Award в категорії За Видатні досягнення в музиці і звці.

## Епізоди

### Частина 1: Звичайний Супермен
Перший епізод серіалу документує початок космічної гонки (Space Race) та польоти в рамках програми Mercury (Mercury Program), починаючи з льотних випробувань ракетоплана X-15 (X-15 rocket plane), польоту Алана Шепарда (Alan Shepard) як першого американського астронавта на борту Freedom 7 (Freedom 7), та історичного польоту Джона Гленна (John Glenn) на Friendship 7 (Friendship 7) і потенційно смертельна проблема з теплозахисним екраном, яка виникла під час другої орбіти. Серед опитаних – Ніл Армстронг (Neil Armstrong), Кріс Крафт, Глінн Ланні, Джин Кранц (Gene Kranz) і космічний кореспондент NBC News Джей Барбрі.

### Частина 2: Друзі і суперники
Другий епізод зосереджений на проекті Дженемі, другої американської програми пілотованих запусків людини в космос. Йдеться про запуск першого Американського астронавта Еда Уайта у космос на кораблі Дженемі 4. Перший запуск одночасно двох кораблів у космос Дженемі 6 і 7 та їх сближення друг зі другом та двотижнева місія Дженемі 7. Розповідається про першу стиковку в космосі на Дженемі 8 і перше завчасне припинення місії також на Дженемі 8. Також показано як американський астронафт Ед Уайт здійснив перший вихід у відкритий космом.

### Частина 3: Посадка Орла
Третій епізод детально розповідає про початок програми «Аполлон», починаючи з випробувань ракетних двигунів двигунів F-1, катастрофи «Аполлона-1» (Apollo 1), польотів «Аполлона 8», «9 і 10» (Apollo 8, 9, 10), напруженого спуску на Місяць «Аполлона 11» (Apollo 11) і першого кроки людини на поверхні Місяця. Обидва Базз Олдрін (Buzz Aldrin) і Ніл Армстронг (Neil Armstrong), у якого рідко беруть інтерв’ю, з’являються в епізоді, а також усі астронавти «Аполлона-8», командир Джим МакДівітт (Jim McDivitt) з «Аполлона-9», астронавти «Аполлона-10» Джин Сернан (Gene Cernan) і Джон Янг (John Young), а також комунікатори капсули Чарлі Дьюк (Charlie Duke) і Брюс МакКендлесс II і керівник польотів Джин Кранц.

### Частина 4: Дослідники
Четвертий епізод показує п'ять інших успішних приземлень на місяць — Аполлон 12, 14, 15, 16, і 17, а також «успішний провал» Аполлона 13. Також росповідається про космічну станцію Skylab.

### Частина 5: Космічний човен
Передостанній епізод присвячений польотам космічного корабля «Спейс Шаттл» (Space Shuttle), починаючи з першого рейсу «Колумбії» (Columbia's maiden voyage) 12 квітня 1981 року (двадцята річниця першого польоту людини в космос, «Восток-1» (Vostok 1)). Екіпаж STS-1 (STS-1), командир Джон Янг (John Young) і пілот Боб Кріппен (Bob Crippen) беруть інтерв'ю. Вихід Брюса МакКендлесса (Bruce McCandless's) у відкритий космос на STS-41-B (STS-41-B) — перший в історії — показаний у цифровому оновленому вигляді у високій роздільній здатності. Епізод також документує катастрофу шаттла «Челленджер» (Space Shuttle Challenger), яка сталася через 73 секунди після старту місії STS-51-L (STS-51-L) 28 січня 1986 року, і подальшу зупинку програми шаттла. Епізод закінчується запуском космічного телескопа Хаббл (Hubble Space Telescope) у 1990 році під час місії STS-31 (STS-31) і подальшим виявленням його дефектного дзеркала.

### Частина 6: Дім у космосі
Останній епізод серіалу розповідає про першу місію з реконструкції космічного телескопа Хаббла та запуск, складання та будівництво Міжнародної космічної станції. В епізоді фігурують астронавти шаттлів, зокрема Скотт Альтман, Майкл Лопес-Алегрія (рекордсмен США за кількістю та тривалістю виходів у відкритий космос), Кен Бауерсокс (Ken Bowersox) та Ейлін Коллінз (Eileen Collins). Епізод також нагадує катастрофу космічного човника "Колумбія", яка сталася під час повторного входу, за 16 хвилин після приземлення в космічному центрі Кеннеді (Kennedy Space Center), під час місії STS-107 (STS-107) 1 лютого 2003 року.